# El mismo amor, la misma lluvia
El mismo amor, la misma lluvia és una pel·lícula argentina dirigida per Juan José Campanella, que es va estrenar el 16 de setembre de 1999. Protagonitzada per Ricardo Darín i Soledad Villamil. Coprotagonitzada per Eduardo Blanco, Graciela Tenembaum, Mariana Richaudeau, Magela Zanotta i Rodrigo de la Serna. També, va comptar amb les actuacions especials de Alfonso de Grazia, Alicia Zanca i el primer actor Ulisses Dumont. I la participació de Daniel Marcove com a actor convidat.

## Argument
Jorge (Ricardo Darín), de 28 anys, és la jove promesa de la literatura argentina, encara que en realitat viu dels contes romàntics que escriu per a una revista d'actualitat. Una nit coneix a Laura (Soledad Villamil), una somiadora cambrera que continua esperant el retorn del seu nuvi, un artista que està muntant una exposició a l'Uruguai i del qual no té notícies des de fa mesos. Laura i Jorge es converteixen en parella, i ella convençuda que Jorge posseeix un gran talent s'obstina que escrigui literatura "de veritat". Però la convivència entre ells es deteriora i la seva relació acaba en ruptura. Al llarg de gairebé dues dècades, descobrirem les alegries, les il·lusions, les desil·lusions i l'esperança d'aquests dos personatges i el seu entorn, narrats amb humor, emoció, grans dosis d'ironia i un polsim de sarcasme.

## Repartiment
- Ricardo Darín com Jorge Pellegrini.
- Soledad Villamil com Laura Ramallo.
- Ulises Dumont com Márquez.
- Eduardo Blanco com Roberto.
- Alfonso de Grazia com Mastronardi.
- Alicia Zanca com Sonia.
- Graciela Tenembaum com Marita.
- Magela Zanotta com Mauge.
- Mariana Richaudeau com Leticia.
- Rodrigo de la Serna com Micky.
- Melina González com Pepa.
- Alejandro Buzzoni com Sebastián.
- David Masajnik com Manlio Caldosini.
- Celina Zambón com Carola.
- Inés Baum com Directora de la redacció.
- Ramiro Vayo com Assistent del teatre.
- Jorge Nolasco com actor de Teatre.
- Hernán Alix com actor de Teatre.

## Premis
Premis Cóndor de Plata 2000
| Categoria                   | Persona                               | Resultat    |
| --------------------------- | ------------------------------------- | ----------- |
| Millor pel·lícula           | El mismo amor, la misma lluvia        | Guanyadora  |
| Millor director             | Juan José Campanella                  | Guanyador   |
| Millor actor                | Ricardo Darín                         | Guanyador   |
| Millor actriu               | Soledad Villamil                      | Guanyadora  |
| Millor actor de repartiment | Eduardo Blanco                        | Guanyador   |
| Millor actor de repartiment | Ulises Dumont                         | Nominat     |
| Millor actor revelació      | Eduardo Blanco                        | Nominat     |
| Millor actriu revelació     | Graciela Tenenbaum                    | Nominat     |
| Millor muntatge             | Camilo Antolini                       | Nominat     |
| Millor guió original        | Fernando Castets Juan José Campanella | Guanyadores |
| Millor fotografia           | Daniel Shulman                        | Guanyador   |
| Millor direcció artística   | María Julia Bertotto                  | Guanyador   |
| Millor música               | Emilio Kauderer                       | Nominat     |

Seminci 2000Premi del Jurat Jove.
Festival de Gramado 2000Kikito d'Or al millor actor secundari